# Tao hua xiao mei
Tao hua xiao mei (caratteri cinesi: 桃花小妹; titolo internazionale Momo Love) è una serie televisiva taiwanese basata sul manga giapponese Momoka Typhoon (桃花タイフーン).
La protagonista Tao Hua / Momo (in giapponese Peach) è interpretata da Cyndi Wang, mentre il ruolo della sua controparte maschile, Shi Lang, è stato affidato a Jiro Wang dei Fahrenheit. Altri personaggi rilevanti nella serie sono i cinque fratelli di Tao Hua, i quali le vogliono talmente bene che sono riluttanti a lasciarla andare anche con la persona che lei ama. Un ulteriore ostacolo alla storia dei due è rappresentato dall'ex-ragazza di Shi Lang e dall'ammiratore di Tao Hua, che fanno di tutto per evitare che i due stiano insieme.

## Ritardi di produzione
Le riprese del drama sono iniziate con largo anticipo rispetto alla trasmissione finale, tuttavia i ritardi sono stati causati da alcuni cambi nel cast originale. Il ruolo di Shi Lang avrebbe dovuto essere di Aaron Yan, compagno di band di Jiro Wang nei Fahrenheit, mentre la cantante ed attrice Gui Gui avrebbe dovuto interpretare Tao Hua / Momo. Il motivo ufficiale del rallentamento dei lavori, dichiarato dall'agenzia dei Fahrenheit, avrebbe dovuto essere l'eccessivo impegno di Yan a causa di tour, concerti e promozioni del nuovo album del gruppo, mentre sarebbe stato assicurato che le riprese del drama sarebbero ricominciate non appena Yan si sarebbe liberato. Tuttavia, fu annunciato poco dopo dal canale televisivo GTV che Jiro Wang avrebbe rimpiazzato Aaron Yan, e lo stesso avrebbe fatto Cyndi Wang con Gui Gui. Nello stesso momento fu aggiunto un nuovo membro al cast, Ken Chu degli F4 nel ruolo del fratello maggiore, ed il nome cinese della serie fu cambiato da Tao Hua Ai Wu Di a Tao Hua Xiao Mei.

## Trama
Tian Zhong Tao Hua è una ragazza, eccellente suonatrice di pianoforte, oltre che la più giovane sorella in una famiglia composta da altri cinque fratelli, tutti uomini. Subito nella storia si viene a sapere che Tao Hua è innamorata di Shi Lang, studente della scuola superiore Duo Mo. I quattro fratelli maggiori di Tao Hua sono fortemente contrari al suo primo amore, e cercano in tutti i modi di impedire che i due ragazzi inizino a provare sentimenti troppo forti l'uno per l'altra, costringono quindi il quinto fratello, Yu Yi, a spiare Tao Hua a scuola ed a fare l'esame per trasferirsi alla scuola di Shi Lang, la Duo Mo.
Altri ostacoli che Shi Lang e Tao Hua dovranno affrontare sono Tong Zi, amica d'infanzia ed ex-fidanzata di Shi Lang, e Chang Shan Ye Yue, capo del club di judo della scuola di Tao Hua, innamoratosi di lei a prima vista. I due si organizzeranno in tutti i modi per dividere la coppia, ma dopo mille peripezie decideranno di lasciar perdere i loro propositi.
Per quanto riguarda i fratelli di Tao Hua, alla fine decideranno di porre alla sorella quattro condizioni, che se verranno rispettate porteranno all'approvazione della sua storia con Shi Lang. Ogni condizione è accompagnata da una sfida molto difficile che Tao Hua dovrà superare, ma la ragazza per il bene del suo amore fa del suo meglio, ovviamente riuscendoci.

## Cast esteso
- Jiro Wang - Shi Lang
- Cyndi Wang - Chen Tao Hua
- Wong Jing Lun - Chen Yu Yi (quinto fratello)
- Ken Chu - Chen Qi (fratello maggiore)
- Gaby Lan - Chen Cheng (secondo fratello)
- Sphinx Ding - Chen Zhuan (terzo fratello)
- Godfrey Gao - Chen He (quarto fratello)
- Calvin Chen - Xue Zhi Qiang
- Cynthia Wang - Shi Xue (cugina di Shi Lang)
- Honduras - Padre di Shi Lang

## Curiosità
- Originariamente, il personaggio di Chen Yu Yi avrebbe dovuto essere interpretato da un attore di nome Ah Ben, ma egli fu in seguito rimpiazzato da Wong Jing Lun.